# Селва ди Проньо
Сѐлва ди Про̀ньо (на италиански: Selva di Progno; на венециански: Progno, Проньо, на местен диалект: Bronghe, Бронгъ) е село и община в Северна Италия, провинция Верона, регион Венето. Разположено е на 570 m надморска височина. Населението на общината е 933 души (към 2015 г.).